# Giuseppe Tavormina
Giuseppe Tavormina (Ribera, 10 giugno 1929 – Roma, 19 giugno 2017) è stato un generale italiano dei Carabinieri, già al vertice della DIA e del CESIS.

## Biografia
Ha frequentato l'Accademia Militare di Modena dove ha conseguito la nomina a Sottotenente dei Carabinieri. Laureato in Giurisprudenza all'Università di Roma. Comandante del gruppo CC di Cagliari e, nominato colonnello, ha assunto il comando della Scuola Allievi Carabinieri e poi della Legione CC di Torino. Nominato generale di brigata, è stato Capo di stato maggiore al comando generale dell'Arma dal luglio 1987 al giugno 1989. Nominato nel gennaio 1991 generale di divisione è stato al comando della Divisione Carabinieri "Podgora, fino all'ottobre 1991 quando è stato nominato direttore della Direzione Investigativa Antimafia.
Nell'aprile 1993 è nominato direttore del Comitato esecutivo per i servizi di informazione e sicurezza. Resta al vertice del CESIS fino al luglio 1994 .
Viene nominato consigliere della Corte dei Conti.
Nel giugno 1998 è consigliere per le questioni giuridiche e amministrative del ministro dell'Economia Carlo Azeglio Ciampi  e nel 1999 consigliere della presidenza della Repubblica , fino al 2006.